# The Good, The Bad & The 4-Skins
The Good, the Bad & the 4-Skins – pierwsza płyta zespołu The 4-Skins wydana w 1982 roku przez wytwórnię Secret. Reedycja z 1993 dokonana przez Captain Oi! zawiera dodatkowo sześć utworów bonusowych pochodzących m.in. z wcześniej wydanych singli.

## Lista utworów
1. "Plastic Gangsters" (The 4-Skins, Gary Hitchcock) – 3:22
2. "Jealousy" (The 4-Skins) – 1:51
3. "Yesterday's Heroes" (The 4-Skins) – 3:06
4. "Justice" (The 4-Skins) – 2:28
5. "Jack the Lad" (The 4-Skins) – 2:59
6. "Remembrance Day" (The 4-Skins) – 3:11
7. "Manifesto" (The 4-Skins) – 2:48
8. "Wonderful World (Live)" (The 4-Skins) – 1:48
9. "Sorry (Live)" (The 4-Skins) – 3:21
10. "Evil (Live)" (The 4-Skins) – 2:23
11. "I Don't Wanna Be (Live)" (The 4-Skins) – 3:23
12. "A.C.A.B. (Live)" (The 4-Skins) – 1:47
13. "Chaos (Live)" (The 4-Skins) – 3:18
14. "One Law for Them (Live)" (The 4-Skins) – 2:42

CD (1993)
1. "Low Life" (T. McCourt, T. Cummins) – 3:06
2. "Bread or Blood" (T. McCourt, T. Cummins) – 2:50
3. "Get Out of My Life" (The 4-Skins) – 2:05
4. "Seems to Me" (J. Jacobs, S. Pear) – 3:18
5. "Norman" (J. Jacobs, S. Pear) – 4:33

## Skład
- Tony "Panther" Cummins – śpiew
- John Jacobs – gitara
- Tom "Hoxton" McCourt – gitara basowa
- Pete Abbot – perkusja

produkcja
- Tim Thompson – producent
- The 4-Skins – producent